# Daume (Studio)
K.K. Daume (jap. 株式会社童夢, Kabushiki-gaisha Dōmu) war ein japanisches Animationsstudio mit Sitz in Kamiigusa, Suginami, Tokio, welches im Jahr 2016 seinen Dienst einstellte.

## Geschichte
Das Studio wurde im Mai 1993 als Y.K. Studio Daume (有限会社スタジオ童夢, Yūgen-gaisha Sutajio Dōmu) gegründet. Seit dem Jahr 1995 trägt es seinen heutigen Namen Daume und wurde von einer GmbH zur Aktiengesellschaft (Kabushiki-gaisha).

## Produktionen

### Fernsehserien
- 1999: BuBu ChaCha
- 1999: D4 Princess
- 2001: Daisuki! BuBu ChaCha
- 2001: Hanaukyo Maid-tai
- 2001: Onegai Teacher
- 2003: Onegai Twins
- 2004: DearS
- 2004: Hanaukyo Maid-tai: La Verite
- 2005: Ichigo Mashimaro
- 2006: Yoake Mae yori Ruriiro na: Crescent Love
- 2007: Minami-ke
- 2010: Shiki

### Original Video Animations
- 1993: Arslan Senki
- 1996: Idol Fight Su Chi Pai 2
- 1999: Sorcerer on the Rocks
- 2001: Hanaukyo Maid-tai
- 2002: Onegai Teacher
- 2004: Das Bildnis der Petit Cossette
- 2004: Ichigeki Satchu!! HoiHoi-san
- 2004: Onegai Twins
- 2007: Ichigo Mashimaro
- 2009: Ichigo Mashimaro Encore